# 陈志安 (1955年)
陈志安（1955年1月—2011年6月16日），字忍之，辽宁辽阳人。中国工笔画画家。中国美术家协会会员，辽阳市美术家协会副主席，辽宁省辽阳市政协委员。

## 生平
1955年生于辽宁省辽阳市灯塔县柳河子乡三家子村。1986年毕业于沈阳鲁迅美术学院。2010年毕业于中央美术学院中国画学院两年制工笔画高研班。2004年12月任辽阳市美术家协会副主席，2008年1月当选辽阳市政协委员。
2002年《太平鼓》获全国第五届工笔画大展铜奖；2006年《汲水图》获全国第六届工笔画大展金奖；2010年《汲水图》参加第二届东北亚国际书画摄影展并获东北亚艺术奖金奖。出版有工笔连环画《三十六计》《岳飞》《诸葛亮》《水泊梁山108将》《毛遂自荐》等。
2011年6月16日13时许，陈志安在沈大高速公路一起特大交通事故中重伤，经抢救无效逝世。

## 出版物
- 贾德江 (编). . 北京工艺美术出版社. 2006年10月. ISBN 7-80526-227-6.